# سیارک ۱۲۱۲۸
سیارک ۱۲۱۲۸ (به انگلیسی: 12128 Palermiti، نامگذاری:1999RP43) دوازده هزار و صد و بیست و هشتمین سیارک کشف شده‌است که در ۱۳ سپتامبر ۱۹۹۹ کشف شد.
قدر مطلق سیارک برابر ۱۳٫۳۰ است.